# Die Fabrikanten
Die Fabrikanten sind eine von Gerald Harringer und Wolfgang Preisinger 1990 in Linz gegründete Künstlergruppe und ein Kulturverein. Sie betätigen sich ferner als Kommunikationsberater.

## Künstlerische Tätigkeit
Die beiden Absolventen der Kunstuniversität Linz, Meisterklasse visuelle Gestaltung, arbeiten in den Bereichen Medien- und Interventionskunst sowie im Bereich Live Art. Die Fabrikanten agieren unkonventionell. Oft wird das Publikum in die interaktiven Projekte mit einbezogen, die Grenze zwischen Akteuren und Betrachtern aufgebrochen. Die Künstlergruppe ist unter dem Motto Kultur wächst durch Begegnung aktiv. Die Aktionen finden in öffentlichen und privaten Räumen, wie auch in etablierten Kultureinrichtungen, z. B. im Ars Electronica Center, in der Landesbibliothek Oberösterreich, im Ausgrabungsgelände Ephesos und im Architekturforum Oberösterreich statt. In Zusammenarbeit mit anderen Künstlern wie Florian Sedmak, Leo Schatzl, Valie Export, Gustav Deutsch, Peter Arlt, Margarete Jahrmann, Peter Androsch sowie den Künstlergruppen Triage Live Art Collective oder Time’s Up wurden Projekte umgesetzt.
1998 wurden Die Fabrikanten mit dem Kulturpreis des Landes Oberösterreich für initiative Kulturarbeit ausgezeichnet und 2013 erhielten sie von der Stadt Linz die Ehrung Stadt der Kulturen gemeinsam mit urban farm und schwemmland.

## Projekte (Auswahl)
- 1990 standen 1.000 Mülltonnen am Linzer Hauptplatz öffentlichkeitswirksam für einen neuen Umgang mit der Abfallproblematik.[4]
- 1993 Unternehmen Eisendorf – in Anlehnung an den einstigen Eisernen Vorhang an der Grenze war die erste große Intervention im öffentlichen Raum. Hierbei wurden Künstler und Sozialwissenschaftler aus Österreich, Deutschland und Tschechien an das ehemals von deutschsprachiger Bevölkerung bewohnte, seit 1946 verlassene Grenzdorf Pohoří na Šumavě eingeladen. Die rund 20 Teilnehmer lebten wie die damaligen Flüchtlinge und erarbeiteten Lösungsmöglichkeiten für die Probleme. Das Material wurde am Ende in Eisenkoffer verpackt und versiegelt. 2004 wurden einigen Teilnehmern von damals die Koffer zurückgegeben. 2005 erschien der Dokumentarfilm Verwehte Grenzen, der diese Intervention nachzeichnet.[5]
- 1996 erfolgte eine Intervention an der Grenze zwischen Israel und den palästinensischen Autonomiegebieten. Gemeinsam mit Künstlern und Wissenschaftlern aus Israel, Palästina, Österreich und Deutschland wurde fünf Tage entlang der grünen Grenze des Westjordanlandes gewandert und im Kontakt mit Einheimischen kulturelle Grenzen entdeckt bzw. neue Perspektiven gewonnen.[6]
- 1996 veranstaltete die Gruppe die erste oberösterreichische Medienakademie, ein Projekt, das den Teilnehmern Erfahrungen mit Webdesign und Onlinekommunikation vertraut machte.[7] Das Projekt übersiedelte in den folgenden Jahren in den Softwarepark Hagenberg und fand 2002 das letzte Mal statt.
- 1997 Tischtransaktion, Beitrag zum Festival der Regionen[8]
- 2000 Zeitreise Oberösterreich, Projekt im Rahmen der Oberösterreichischen Landesausstellung und Umsetzung des Projektes 150 m2 Dorfbod´n mit der Gemeinde Weibern.
- 2005 und 2010 Von Linz nach Venedig war eine Wanderung entlang einer Geraden von Linz, der Landeshauptstadt Oberösterreichs, nach Venedig. Die Dokumentation darüber wurde beim Filmfestival Crossing Europe gezeigt.
- 2003 Ma, Kurzfilm, der 2004 bei der Diagonale als bester Kurzfilm ausgezeichnet wurde[9][10]
- 2005 bis 2007 entstand aus der Auseinandersetzung mit Europa der Film Trivial Europe, der bei Crossing Europe gezeigt wurde[11].
- 2012 wurde die Live Art Festival Dokumentation Like a Hole in the Time produziert, die das Festival Exchange Radical Moments!, das europaweit an nur einem Tag stattfand, dokumentiert. Der Film wurde ins Ursula-Blickle-Videoarchiv aufgenommen.[12]
- 2013 Heimsuchung, Organisation von Konzerten in privaten Wohnzimmern in Linz[13]
- 2015 Hotel Obscura, Begegnungen in Hotelzimmern[14][3][15]
- 2017 Spotter Trip, Live-Art auf Donauschiffen und Fähren und Spotter-Night im Raumschiff Linz[16][17]
- 2022 Meeting Wittgenstein, Varieté auf Bühne und in Hotelzimmern[18]
- 2022 TREKK:ART Tour, Wanderung entlang der Donau[19]
- 2024 Whisper Blowing, Live Art-Abend im Flüsterton[20]
- 2024 Die Chat Botin, Projekt zum Thema Künstliche Intelligenz, ein Abend im Ars Electronica Center[21]

## Publikationen
- wer fliegt - Abenteuer Kommunikation, Herausgeber: Die Fabrikanten, Linz 1993
- Gewöhnliche Orte. Verortungen eines Zugewanderten, Herausgeber: Die Fabrikanten, Peter Arlt, Berlin 1997
- 150m2 Dorfbod'n - 100 Tage Dorfkultur, Dokumentation, Herausgeber: Die Fabrikanten, Gemeinde Weibern, Stefan Neuner, Wels 2001
- Botschaft Linz, Herausgeber: Die Fabrikanten, Wiltrud Hackl und Daniel Katzinger, Verlag Bibliothek der Provinz, Weitra 2004
- Fokus Publikum, Herausgeber: Bundesministerium für Kunst, Kultur, öffentlicher Dienst und Sport (BMKÖS)[22], Beitrag der Fabrikanten Kultur wächst durch Begegnung, Seite 210, Wien 2023, ISBN 978-3-200-09558-8

## Auszeichnungen
- 1998 Kulturpreis des Landes Oberösterreich, Großer Landespreis für initiative Kulturarbeit
- 2013 Stadt Linz, Stadt der Kulturen (gemeinsam mit schwemmland und urban farm)